# معابد تارشین
مجموعه ماقبل تاریخ حل تارشیِن (مالتی: Il-kumpless Preistoriku ta' Ħal Tarxien ،) یک مجموعه باستان‌شناسی در تارشین (ترزین) در منطقه بندری مالت است. قدمت این معابد به ۳۴۰۰ سال قبل از میلاد می‌رسد. این مکان در سال ۱۹۹۲ میلادی به همراه سایر معابد خرسنگی در جزیره مالت به عنوان میراث جهانی یونسکو پذیرفته شد.

## نگارخانه
- The entrance to the two top apses of the Ħal Tarxien Prehistoric Complex.
- Feature withinin the southwestern structure.
- A relief showing goats and rams in one of the structures at Tarxien.
- View into the Southern Structure through the trilithon doorway reconstructed in the 1950s.
- A bowl in the Central Structure at Tarxien.